# Жукова, Алёна
Алёна Жу́кова (англ. Alena Joukova; настоящее имя О́льга Григо́рьевна Жу́кова, род. 31 мая 1957 года, Одесса) — русская писательница и сценаристка, кинокритик. Член Южнорусского Союза писателей, московского отделения Союза писателей России, Международного общества А. П. Чехова, Союза писателей XXI века, Союза кинематографистов Украины. Главный редактор международного литературного журнала «Новый Свет» (Торонто), вице-президент и программный директор Фестиваля Российского Кино в Канаде — Toronto Russian Film Festival (TRFF), программный директор Дней Канадского Кино в Москве «Канадская Мозаика».

## Биография
Родилась в Одессе. Работала на Одесской киностудии музыкальным редактором, редактором, членом сценарной коллегии и главным редактором Творческого Объедиения «Аркадия».
С 1994 года живёт в Торонто.

## Работа в кино
Автор и соавтор сценариев фильмов:
- «Дикая любовь» (1993)
- «Зефир в шоколаде» (1994).
- Член жюри Международной Федерации Киноклубов (представитель от Канады) на ММКФ-32 и ММКФ-33
- Представитель России на Международном канадском кинофестивале Gimli Film Festival 2008
- Программный директор, вице-президент Toronto Russian Film Festival (TRFF) c 2010 года по настоящее время[2].

## Книги
- Алёна Жукова. «Старые и новые приключения Страшной Маши». — Litsvet, 2025 г. — 240 с. — ISBN 978-3-68959-126-7.
- Алёна Жукова. «Ещё не август». — RUGRAM, 2024 г. — 244 с. — (Modern Prose). — ISBN 978-5-517-11576-8.
- Алёна Жукова. «Чудо где-то рядом. Сказки обыденной жизни». — Флобериум, 2023 г. — 232 с. — (Modern Prose). — ISBN 978-5-517-10057-3.
- Алёна Жукова. «Всё, что помню». — Флобериум, 2022 г. — 302 с. — (Modern Prose). — ISBN 978-5-517-08911-3.
- Алёна Жукова. «Страшная Маша». — ACT, 2021 г. — 192 с. — (Городская проза). — ISBN 978-5-171-39478-3.
- Алёна Жукова. «Обратная связь». — Киев: Друкарский двор Олег Фёдоров, 2020 г. — 238 с. — ISBN 978-617-7817-60-3.
- Алёна Жукова. «Тайный знак». — М.: Рипол Классик, 2016 г. — 400 с. — 2000 экз. — ISBN 978-5-386-08913-9.
- «Здравствуйте, доктор! Записки пациентов». — СПб.: Астрель-СПб, 2014 г. — 352 с. — 3000 экз. — ISBN 978-5-17-081967-6.
- Алёна Жукова. «Дуэт для одиночества». — М.: Эксмо, 2011 г. — 256 с. — 3000 экз. — ISBN 978-5-699-47215-4.
- Алёна Жукова. «К чему снились яблоки Марине». — М.: Эксмо, 2010 г. — 352 с. — 3000 экз. — ISBN 978-5-699-45038-1.

## Премии и награды
- Премия им. Абая за роман «Дуэт для одиночества» (2018)[16]
- Литературная премия им. де Ришельё, «Бриллиантовый Дюк» за роман «Дуэт для одиночества» (2017)[17]
- Литературная премия им. Пантелеймона Кулиша (2017)[18]
- Литературная премия Вениамина Блаженного (Беларусь, 2015)
- Литературная премия им. Н. В. Гоголя «Триумф» (Украина, 2015)
- Памятная Медаль А. П. Чехова «За достижения в литературном творчестве» (Россия, 2011)
- Лауреат премии Союза Писателей XXI века. Журнал «Дети РА», 2011.

### Номинации
- Лонг-лист литературной премии «Русская Премия» — роман «Дуэт для одиночества», 2012.

#### Гранты
- Грант канадского Министерства культуры за сценарий короткометражного фильма «Важная часть лица» / «Essential Part of the Face» (Канада, 1996 г.)